# Mas Hostalot
El Mas Hostalot és una masia de Rupit i Pruit (Osona) inclosa a l'Inventari del Patrimoni Arquitectònic de Catalunya.

## Descripció
Masia de petites dimensions, de planta rectangular, coberta a dues vessants i amb el carener perpendicular a la façana, orientada a migdia. Consta de planta baixa i primer pis. La façana presenta un portal rectangular amb llinda datada i petites finestres.
A la part dreta s'hi adossa un cos amb coberta a una vessant i el portal rectangular amb llinda de fusta.
És construïda amb pedra sense polir, els carreus dels escaires i llindes són de pedra picada.

## Història
L'Hostalot fou un antic hostal, posada dels carreters que anaven de Vic a Olot. Es troba al peu de l'antic camí ral que comunicava les dues poblacions i entrà en una època pròspera des del moment en què el Grau (també Hostal) va tancar.
El mas conserva la data de 1831 a la llinda del portal.